# Igualapa
Igualapa är en kommun i Mexiko.   Den ligger i delstaten Guerrero, i den sydöstra delen av landet, 300 km söder om huvudstaden Mexico City. Antalet invånare är 10 312. Arean är 267 kvadratkilometer.
Terrängen i Igualapa är huvudsakligen kuperad.
Följande samhällen finns i Igualapa:
- San Juan de los Llanos
- Acalmani
- La Victoria
- La Libertad
- Colonia Enrique Rodríguez Cruz
- Tepatahuac